# Једначење сугласника по месту творбе
Једначење по месту творбе (настајања, артикулације) у српском језику врши се у следећим случајевима:
- Једначење сугласника врши се када се испред палаталних сугласника насталих јотовањем (ш, ж, ч, ћ, џ, ђ, љ и њ) нађу сугласници с и з, они тада прелазе у своје најсродније палаталне сугласнике ш и ж. Пример: просити — просња — прошња, или грозд — грозђе — грожђе.
- Једначење сугласника врши се и када се дентални назал н нађе испред билабијалних оклузива (б и п); он тада прелази у билабијални назал м: зеленбаћ — зелембаћ, прехрана — прехрамбени, стан-станбени-стамбени.
- Једначење сугласника врши се и када се сугласник х нађе испред сугласника ч и ћ, он тада прелази у сугласник ш: дрхтати — дршћем, орах — орашчић

Ситуације у којима се примењује једначење по месту творбе су:
1. глаголске именице: ношња, пажња...

1. збирне именице: грожђе, лишће...

1. код придева изведених од глаголских именица: сношљив, пажљив...

1. у инструменталу неких именица: радошћу, машћу

## Одступања
- Сугласник н не прелази у м ако се њиме завршава први део праве сложенице, а други део почиње усненим сугласницима п и б : једанпут, странпутица, црвенперка, ванпарнични, ванбродски и др.
- И у неким речима где се префикси завршавају на с, з (из, раз, с), а реч на коју се додају почиње предњонепчаним сугласницима љ, њ, нпр. разљутити, разњежити, изљубити, сљуштити и др.
- У неким речима врши се више гласовних промена, једна од њих је и једначење сугласника по месту творбе: изчекивати — исчекивати (једначење по звучности) — ишчекивати; даскица — дасчица (палатализација) — дашчица.

- Српски правопис је фонолошки (пре зван и фонетски, гласовни, изговорни, а сада и звучни; као и хрватски и македонски), то значи да се једначења (по звучности и месту творбе) врше у говору и писању. Већина словенских језика (пољски, чешки, руски, украјински, словачки, словеначки, бугарски...) употребљава морфонолошки (пре често погрешно зван етимолошки, коренски; сада су у употреби још називи творбени или морфолошки) правопис, где се једначења врше само у говору, а не врше се у писању.